# Nepenthes adnata
Nepenthes adnata är en tvåhjärtbladig växtart som beskrevs av Tamin, Mitsuru Hotta och Jan Schlauer. Nepenthes adnata ingår i släktet Nepenthes och familjen Nepenthaceae. Inga underarter finns listade i Catalogue of Life.

## Bildgalleri

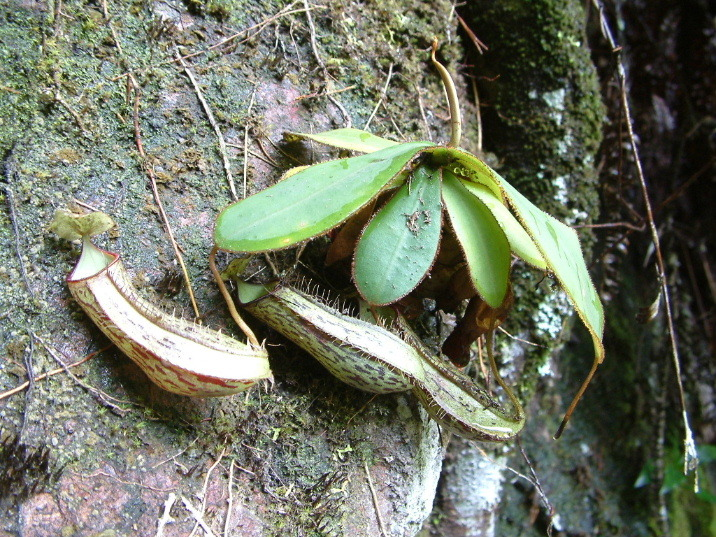
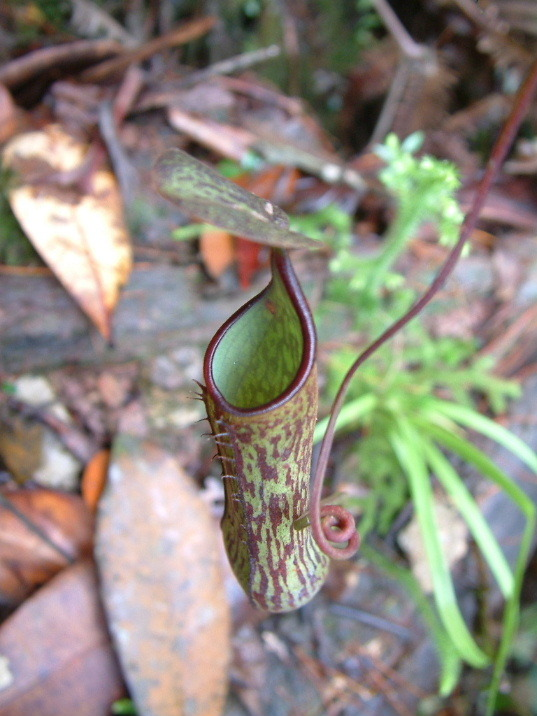
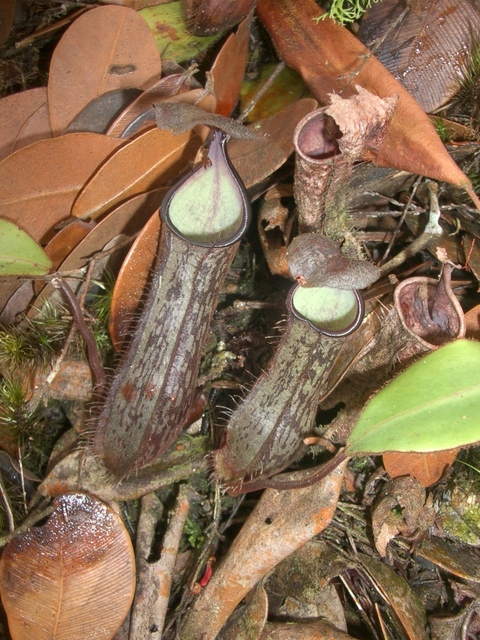
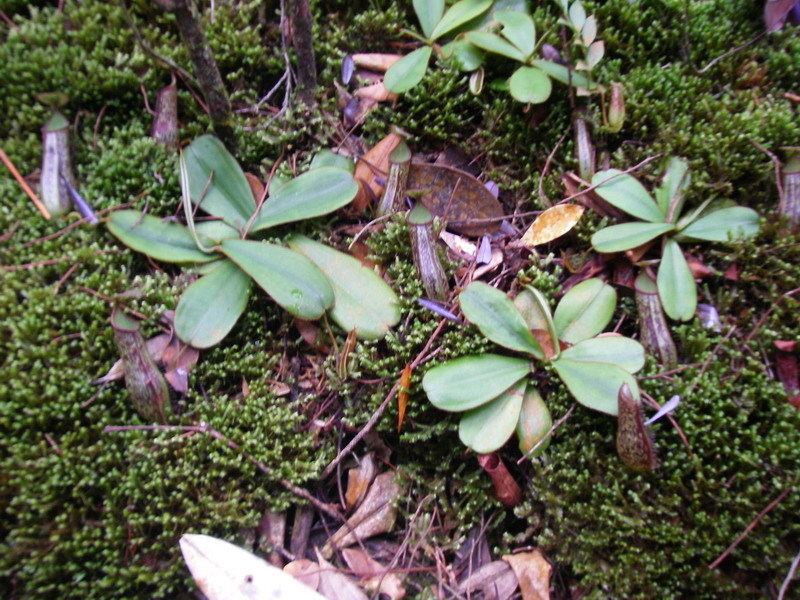
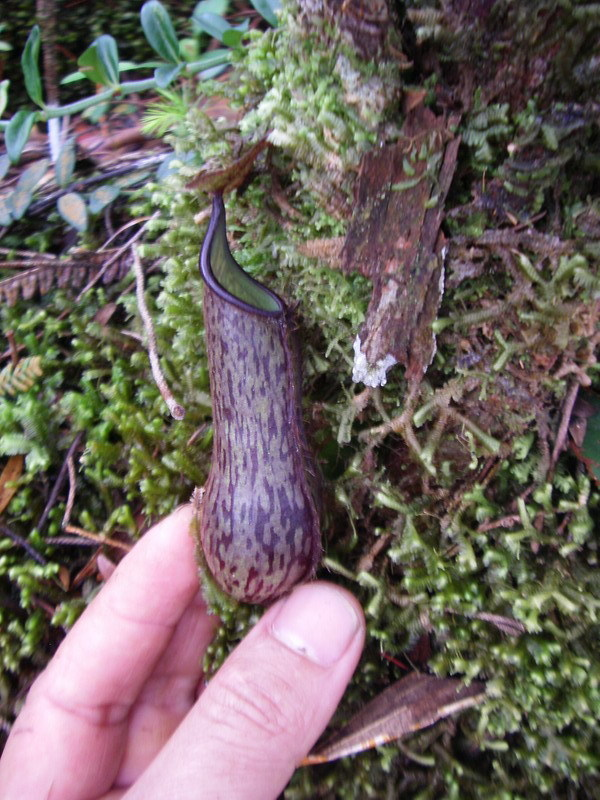
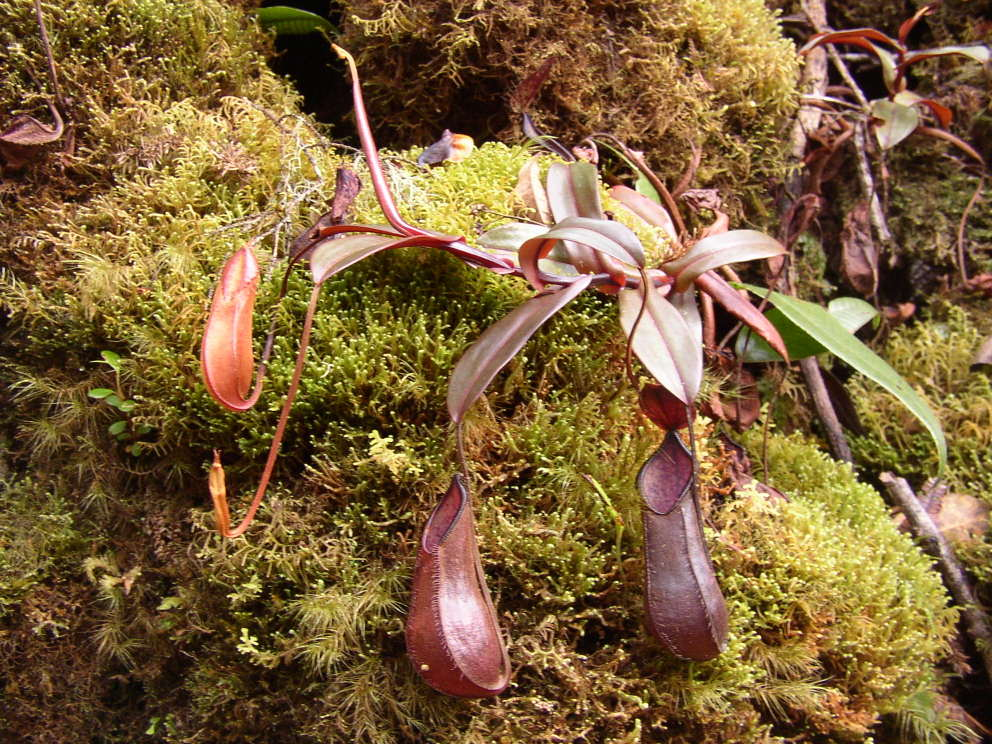